# انتخابات ریاست‌جمهوری ازبکستان (۲۰۱۶)
انتخابات ریاست‌جمهوری ازبکستان در ۴ دسامبر ۲۰۱۶ برابر با ۱۴ آذر ۱۳۹۵ به‌دنبال مرگ اسلام کریم‌اف رئیس‌جمهور این کشور در ۲ سپتامبر برگزار شد. بنابر قانون اساسی انتخابات باید در طول سه ماه پس از مرگ کریم‌اف برگزار می‌شد. شوکت میرضیایف رئیس‌جمهور موقت ازبکستان با ۸۸٫۶٪ از آرا توانست در این انتخابات پیروز شود. هفته‌نامه اکونومیست این انتخابات را قلابی و سازمان امنیت و همکاری اروپا آن را فاقد «یک انتخاب واقعی» توصیف کرد.

## روش
رئیس‌جمهور ازبکستان با روش دومرحله‌ای انتخاب می‌شود. اگر هیچ‌کدام از نامزدها نتوانستند اکثریت قاطع را به دست آورند، انتخاباتی دیگر بین دو نامزدی که بیشترین آرا را کسب کرده‌اند برگزار خواهد شد. برنده‌ی این رقابت، رئیس‌جمهور خواهد شد.

## نتایج
کمیسیون مرکزی انتخابات ازبکستان گزارش داد که میرضیایف با ۸۸٫۶٪ از آرا برنده‌ی این انتخاب شده‌است. همچنین این کمیسیون اشاره کرد که میزان مشارکت مردم ۸۷٫۶٪ بوده که به معنای شرکت بیش از ۱۷٫۹ میلیون نفر در انتخابات می‌باشد.
| نامزد                           | حزب                           | آرا        | ٪     |
| ------------------------------- | ----------------------------- | ---------- | ----- |
| شوکت میرضیایف                   | حزب لیبرال دموکراتیک          | ۱۵٬۹۰۶٬۷۲۴ | ۸۸٫۶۱ |
| حاتمجان کیتمان‌اف                | حزب دموکراتیک مردم            | ۶۶۹٬۱۸۷    | ۳٫۷۳  |
| نریمان عمراًف                    | حزب سوسیال دموکرات عدالت      | ۶۱۹٬۹۷۲    | ۳٫۴۶  |
| سرور آتمرادف                    | حزب دموکراتیک احیای ملی       | ۴۲۱٬۰۵۵    | ۲٫۳۵  |
| آرای باطله/سفید                 | آرای باطله/سفید               | ۳۳۴٬۷۲۹    | –     |
| مجموع                           | مجموع                         | ۱۷٬۹۵۱٬۶۶۷ | ۱۰۰   |
| رأی‌دهندگان نام‌نویسی‌شده/مشارکت   | رأی‌دهندگان نام‌نویسی‌شده/مشارکت | ۲۰٬۴۶۱٬۸۰۵ | ۸۷٫۷۳ |
| منبع: کمیسیون انتخابات ازبکستان |                               |            |       |

## پس از انتخابات
بنابر اخبار خبرگزاری اینترفکس، ولادیمیر پوتین که نسبت به کریموف ارتباط بهتری با میرضیایف دارد نخستین رهبری بود که انتخاب او را تنها پس از ۲۰ دقیقه بعد از اعلام نتایج تبریک گفت. بنابر اعلان کرملین این دو رهبر طی یک گفتگوی تلفنی «بر تعهد خود مبنی بر افزایش ارتباطات بین روسیه و ازبکستان تأکید کردند» و پوتین از میرضیایف برای دیدار از روسیه دعوت به عمل آورد.
از آن جا که میرضیایف برای جلب حمایت دیگر قبایل ازبکستان، وعده‌هایی مبنی بر اشتراک قدرت با رستم عظیم‌اف، معاون نخست‌وزیر و رستم اینویاتوف که دستگاه امنیت ملی را اداره می‌کرد داده است، مشخص نیست که قدرت او نسبت به رئیس‌جمهور سابق چقدر افت داشته باشد. اکونومیست گزارش داد که ممکن است قدرت اصلی در این کشور در دستان اینویاتوف باشد.